# Joseph Jacotot
Jean Joseph Jacotot (Digione, 4 marzo 1770 – Parigi, 30 luglio 1840) è stato un filosofo e pedagogista francese, creatore del metodo dell'Insegnamento universale.

## Opere
- Enseignement universel: Langue maternelle (1823); trad. it.: Insegnamento universale: lingua materna, trad. it., a cura di Giovanni Campailla, pref. di Jacques Rancière, Eutimia, La scuola di Pitagora, Napoli, 2019
- Langue étrangère (1824)
- Musique, dessin et peinture (1824)
- Mathématiques (1828)
- Droit et philosophie panécastiques (1835)
- Mélanges posthumes (1841)